# Bezirksgericht Gastein

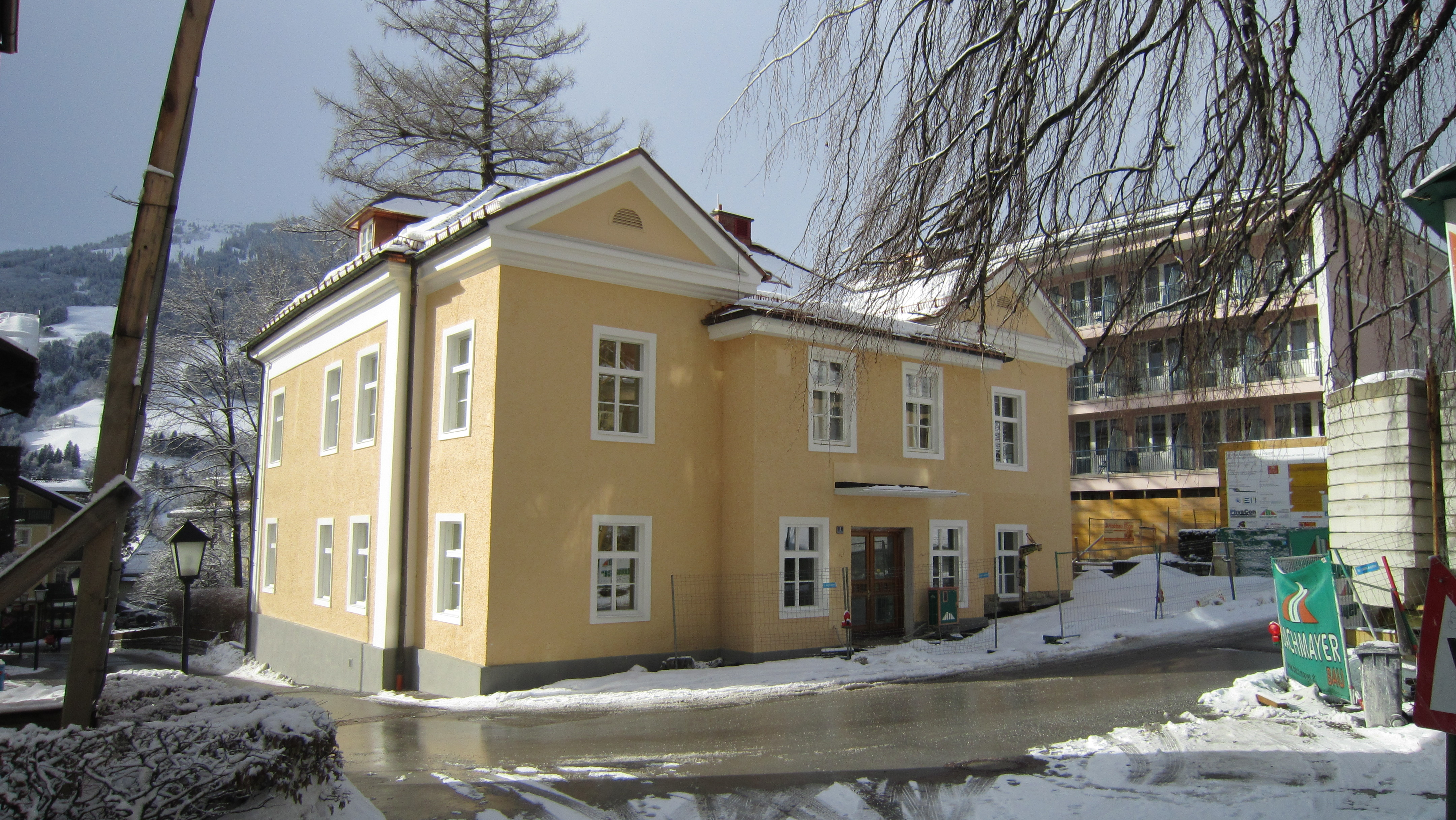
Bezirksgericht in Bad Hofgastein (2012)

Das ehemalige Bezirksgericht Gastein (Villa Pyrker) befindet sich in der Marktgemeinde Bad Hofgastein im Land Salzburg und steht unter Denkmalschutz (Listeneintrag). Das Gebäude war von 1850 bis 2002 das Verwaltungszentrum für den Gerichtsbezirk Gastein, der am 1. Januar 2003 dem Gerichtsbezirk Sankt Johann im Pongau eingegliedert wurde.

## Geschichte
Der Patriarch von Venedig Johann Ladislaus Pyrker, der sich in den 1820er-Jahren bei Kaiser Franz I. für den Bau der Thermalwasserleitung vom Wildbad Gastein nach Hofgastein eingesetzt hatte, ließ im Jahr 1834 eine Sommervilla in Hofgastein erbauen. Die Pläne des ursprünglichen Gebäudes befinden sich im Salzburger Landesarchiv. Das Gebäude wurde mehrmals erweitert und umgebaut.
Besitzer waren ab 1881 das Cameralärar, 1919 der Österreichische Bundesschatz, 1938 das Deutsche Reich und 1945 der Bundesstaat Österreich.
Zum Gebäudekomplex gehörten auch das Gerichtsdienerhaus Nr. 73 und das Steuerstöckl Nr. 120.
Das ehemalige Gerichtsgebäude wurde im 21. Jahrhundert renoviert und dem Kurhaus Hanusch angeschlossen. Seitdem nennt sich das Gebäude wieder Villa Pyrker.

## Beschreibung
Das zweigeschoßige Gebäude besitzt an der nordöstlichen Fassade einen Mittelrisalit und links und rechts jeweils einen Dreieckgiebel.